# 수금과 금대접
수금과 금대접(Harp and bowl)은 요한계시록 5장 8절에서 이름을 따온 예배의 도구 중 하나이다. '수금과 금대접'에서 수금은 하나님께 올라가는 찬양을, 금대접은 계속해서 하나님의 보좌로 올라가는 기도를 의미한다.
국제 기도의 집에서는 1999년부터 이 유형의 예배를 드리고 있고, 2001년부터는 24시간 쉼없이 예배를 진행하고 있다.